# 에로스 (개념)
에로스(eros, /ˈɛrɒs/, 미국: /ˈɛrɒs, irɒs, -oʊs/, 고대 그리스어 ἔρΩς (érōs) '사랑, 욕망'에서 유래)는 감각적이거나 열정적인 사랑을 가리키는 고대 그리스 철학의 개념으로, 여기서 '에로틱'이라는 용어가 파생되었다. 에로스는 또한 철학과 심리학에서 훨씬 더 넓은 의미로 사용되어 왔으며 거의 "생명 에너지"와 동일하게 취급된다. 개신교 철학자 C. S. 루이스는 이 단어를 스토르게(storge), 필리아(philia), 아가페(agape)와 함께 기독교에서 사랑을 의미하는 고대 그리스어 4개 단어 중 하나로 간주한다.

## 같이 보기
- 리머런스